# Tállara
Tállara (llamada oficialmente San Pedro de Tállara) es una parroquia del municipio de Lousame, en la provincia de La Coruña, Galicia, España.

## Localización
La parroquia está situada en el suroeste del municipio de Lousame. 

## Límites
Limita al norte con la parroquia de Camboño y con Noya, al sur con Boiro, al oeste con Puerto del Son y al este con la parroquia de Lousame, situándose en este límite el Monte Iroite y el afloramiento granítico del Confurco. 

## Geografía
Por esta parroquia pasa el Río Lobo (Río de Tállara) que desemboca en Noya. 

## Entidades de población
Entidades de población que forman parte de la parroquia:
- Abeixón
- Abelendo
- A Eirexa
- Barreira (A Barreira)
- Carantoña
- Cernande
- Cruceiro (O Cruceiro)
- Figueiroa
- Guiende
- Marracín de Abaixo
- Marracín Arriba (Marracín de Arriba)
- Meixonfrío
- Merelle
- Pascual
- Ponte San Francisco (Ponte de San Francisco)
- Portela (A Portela)
- Pousada
- Sanguiñal
- San Roquiño
- Vilar

## Demografía
| Gráfica de evolución demográfica de Tállara entre 1970 y 2020                                                                   |
| |
| Población de derecho según los censos de población del INE. Población de hecho según los censos de población del INE y el PGOM. |

## Patrimonio
Entre su patrimonio destaca la iglesia parroquial y la capilla de San Roquiño y de San Lorenzo.
En 2020 una mámoa indexada en el Catálogo do Patrimonio Cultural de Galicia y protegida por el PXOM de Boiro desde 2004 fue destruida.